# Изгур, Илья Ефимович
Илья Ефимович Изгур (16 мая 1881 или 1881, Березино, Минская губерния — 3 сентября 1937 или 1937, Киев) — еврейский поэт, эсперантист. Член ЦК Союза эсперантистов СССР.

## Биография
Младший сын пекаря. Занимался самообразованием. С 1903 сотрудничал в российских, белорусских и еврейских изданиях. Перед первой мировой войной в 1918—1920 и позднее, в 20-х годах, проживал в Кременчуге, где занимался литературной и просветительной деятельностью. Член центрального комитета Общества эсперантистов Украины (1928). Как эсперантист принимал участие в издании «Большого русско-эсперантского словаря» (Москва, 1933; совместно с В.М. Колчинским).
Расстрелян в Киеве 3 сентября 1937.

## Произведения
- «Бессонные ночи» (1910), Минск
- «Смерть» (1915), Минск
- «Песнь песней» (1919)
- «В даль» (1919)
- «Да будет свет!» (1920)
- «Праздник труда» (1920)
- «К свету!» (1920)
- «Огонь в конвертах» (1934)
- «Организация международной солидарности: Международный язык – на службу пролетариату» (1925)
- «Всемирный язык Эсперанто и школа» (1926)
- «эсперанто в рабочие массы: Что такое Эсперанто и для чего этот язык нужен пролетариату?» (Х., 1932)
- «Je la Nomo de l’ Vivo» («От имени жизни», Париж, 1926)
- «Nur Volu!» («Только хочу!», Лейпциг, 1924; Париж, 1927)